# 梅克斯 (瓦萊州)
梅克斯是瑞士的城鎮，位於該國南部，由瓦萊州負責管轄，面積7.9平方公里，海拔高度1,118米，2010年人口154，六成半人口信奉羅馬天主教，人口密度每平方公里19人。

## 外部連結
- Official website （页面存档备份，存于） （法文）